# 京士柏曲棍球場
京士柏曲棍球場（英語：King's Park Hockey Ground）位於香港九龍京士柏衛理道，於1981年啟用，是為曲棍球活動而設的訓練和比賽場地，鋪設的是人工草皮，是香港代表隊訓練中心及香港曲棍球總會舉行曲棍球聯賽和進行訓練的指定場地，為2009年東亞運動會賽場之一。
根據2008年的油麻地分區計劃大綱，京士柏曲棍球場屬於油麻地區。

## 設備
該球場設有一塊人造草地、1個有762個座位的看台、1間急救室、1間器材室、2間更衣室連洗手間、1個殘疾人士洗手間、1套灑水系統、泛光燈和1套公眾廣播系統。

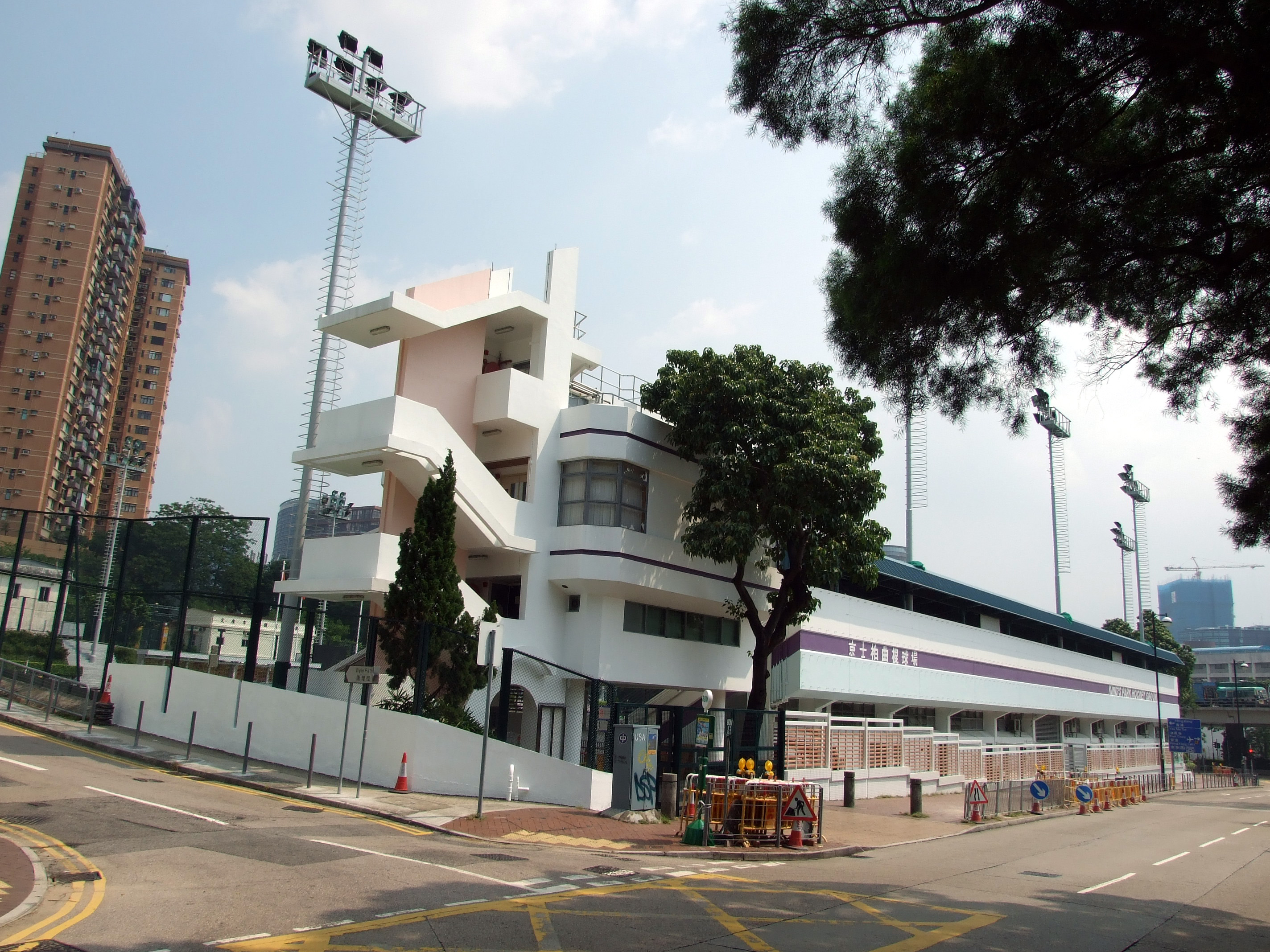
球場外貌
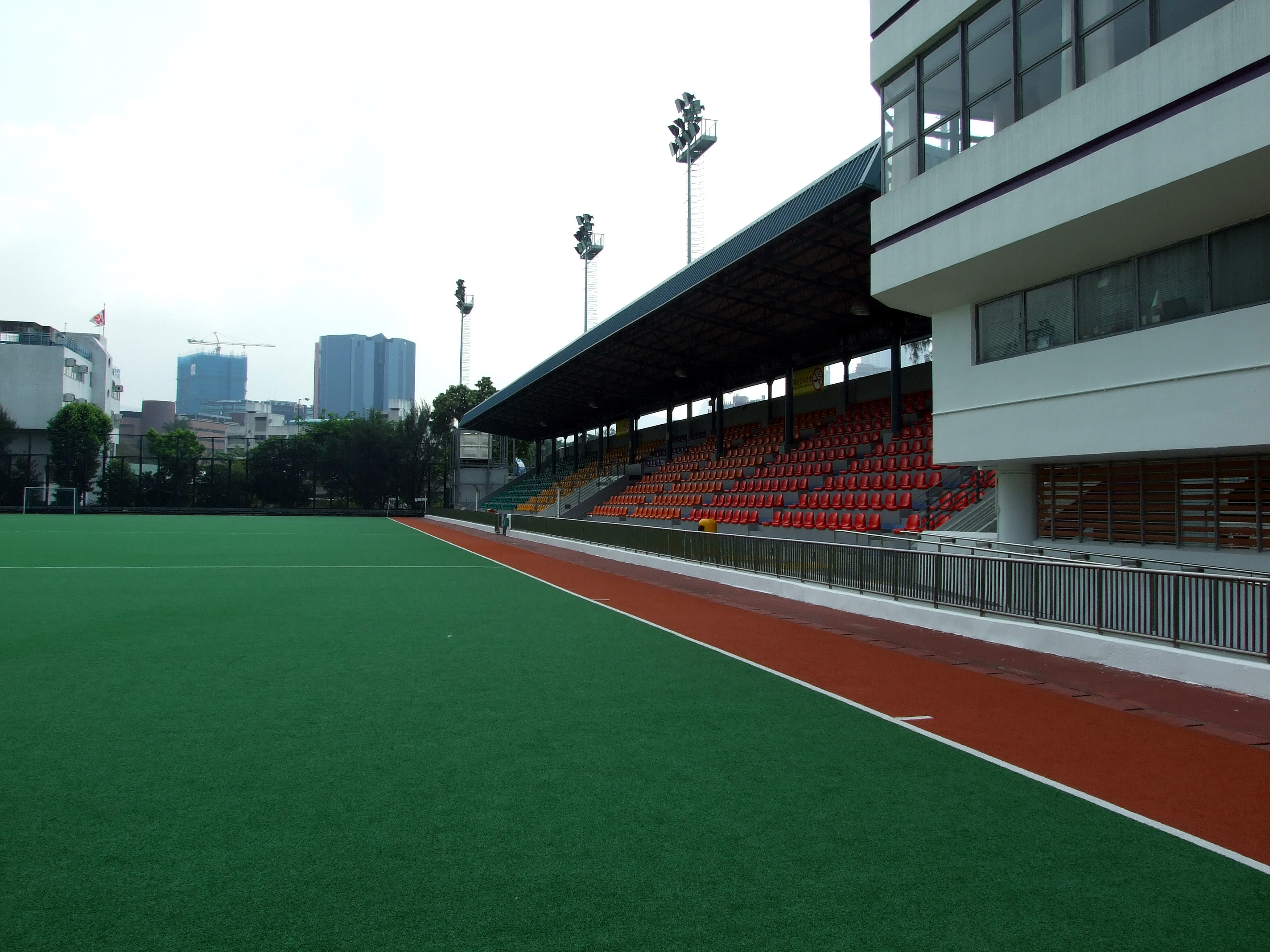
看台
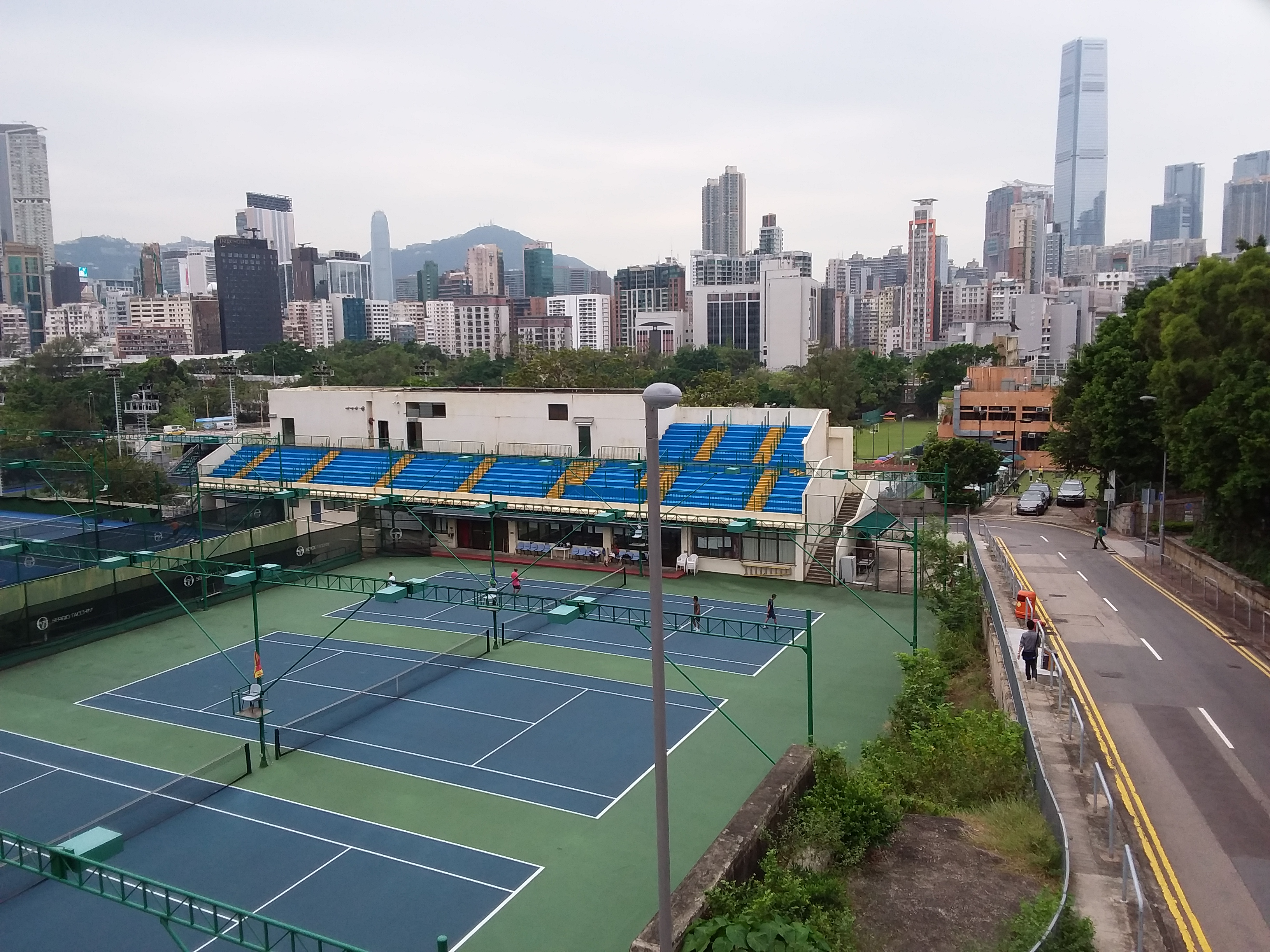
看台

## 翻新
由於部分設施已經十分殘舊，因此康文署計劃翻新球場以符合最新的國際標準，以便舉辦國際賽事、東亞運動會之用。改善工程預計2007年底進行，2008年底竣工，工程分階段進行，期間球場會如常開放。這項翻新工程包括整修和美化所有前台和接待設施、新增供傳媒使用的科技設施、增設參賽者及工作人員的座位、更換舊式計分板、翻新更衣室等。

## 活動

### 2007年女子曲棍球亞洲杯
2007年女子亞洲盃曲棍球所有賽事均於京士柏曲棍球場舉行，為期一星期。女子曲棍球亞洲杯是亞洲最大型的賽事，本屆賽事吸引了9支亞洲國家球隊參加。揭幕戰及開幕典禮於9月1日舉行，球迷均可免費入場觀賞賽事。

### 2009年東亞運動會
2009年東亞運動會曲棍球賽事於京士柏曲棍球場舉行。